# Głuchołazy (stacja kolejowa)
Głuchołazy – stacja kolejowa w Głuchołazach, w województwie opolskim, w powiecie nyskim, w gminie Głuchołazy, w Polsce przy ulicy Dworcowej 2.

## Ruch pasażerski
| Rok  | Wymiana pasażerska na dobę |
| ---- | -------------------------- |
| 2017 | 0-9                        |
| 2022 | 0-9                        |

Głuchołazy są stacją tranzytową dla czeskich pociągów na trasie Karniów (Krnov) – Głuchołazy – Jesionik (Jeseník)